# Asociația Front
Asociația Front este o organizație non-profit înființată în aprilie 2011, care militează pentru respectarea, protejarea și promovarea drepturilor femeilor din România. Feminismul în spațiul public românesc este cel mai adesea deloc întâlnit sau prost înțeles. Programele și  proiectele desfășurate de asociație vor să crească nivelul conștientizării în legătură cu problemele femeilor, să ajute femeile, să transforme atitudinea generală față de femei. Asociația Front este formată din tinere feministe ce militează pentru egalitatea de șanse între femei și bărbați și eliminarea discriminării de gen și a altor tipuri de discriminări bazate pe etnie, orientare sexuală, dizabilitate, vârstă, clasă socială, proprietate, religie sau alt statut social. Principalele sale proiecte s-au axat pe manifestații publice, lobby și advocacy, educație și cercetare, vizând teme precum: violența asupra femeilor, lipsa parteneriatului în familie, discriminări urbane și  stereotipuri de gen din educație.

## Obiective
Are ca scop promovarea și susținerea drepturilor omului în sens larg, și feminismul ca ideologie și acțiune socială de susținere a drepturilor femeilor în sens restrâns, promovarea și susținerea egalității șanselor pentru femei și bărbați , promovarea și susținerea politicilor și proiectelor care au ca scop emanciparea femeilor în viața publică și privată;  îmbunătățirea statutului și a imaginii femeilor din România; sensibilizarea opiniei publice cu privire la discriminarea femeilor din România, aducerea în conștiința publică a problemelor cu care se confruntă femeile din România, promovarea și sprijinirea incluziunii sociale a femeilor provenind din grupuri defavorizate, cooperarea și parteneriatul cu alte organizații, fundații, asociații din domenii similare.
- Desfășurarea, dezvoltarea și coordonarea de activități în domenii ce urmăresc promovarea drepturilor femeilor și a conceptului de feminism.[3]
- Educarea comunității și a autorităților publice în ceea ce privește necesitatea promovării imaginii și drepturilor femeilor din România.
- Organizarea de cursuri de pregătire, seminarii, conferințe, dezbateri publice, școli de vară precum și organizarea de marșuri, manifestații publice și alte activități de sensibilizarea a opiniei publice.
- Acordarea de consultanță și consiliere persoanelor, organizațiilor și instituțiilor de respectarea și promovarea drepturilor femeilor.
- Realizarea și editarea de cărți, publicații periodice, pliante, afișe, broșuri, bannere, pagini web, albume foto, programe informatice și alte materiale informative.
- Stabilirea și dezvoltarea de relații de parteneriat și colaborare cu organizații interne și internaționale cu același profil.

## Proiecte
- Marșul Panaramelor (2011) împotriva blamării victimelor violențelor sexuale.
- Proteste anuale/marșuri organizate în București în data de 25 noiembrie – Ziua Internațională pentru Eliminarea Violenței asupra Femeilor , începând din 2011.[4]
- Proiect de educație non-formală a tinerilor asupra stereotipurilor de gen „One Europe – Many realities: Gender roles in different social contexts and societies - Bulgarian, German, Roma, Romanian”.
- Tabăra feministă - „European Feminist Summer Camp - Knowing eachother, working together” (Moroieni, Jud Dâmbovița, 2012)[5]
- Co-organizatoare a campaniei 16 zile de activism pentru eliminarea violenței asupra femeilor[6], 25 noiembrie – 10 decembrie (anual, din 2013).
- Parteneră în proiectul ”Discriminări Urbane”[7] proiect de sensibilizare asupra discriminărilor la care sunt supuse femeile în spațiul urban.
- Membră în rețelele naționale ”Coaliția pentru Egalitate de Gen”, ”Romanian Women’s Lobby” , și ”Rețeaua pentru Prevenirea si Combaterea Violentei impotriva Femeilor”. Membră în rețeaua internațională ”Marche Mondiale des Femmes “
- Co-organizatoare a unor evenimente publice precum: „Stereotipuri de gen în manuale” (împreună cu CNCD), dezbateri feministe la festivalul ”Femei pe Mătăsari”, ”Caravana Feministă în România”[8]-
- Proteste anuale/marșuri în București organizate de 8 martie – Ziua Internațională a Femeii , începând din 2012.
- Alte proteste, marșuri, flash-moburi: împotriva legii medierii, împotriva abuzurilor din poliție, solidaritate cu femeile din Spania împotriva restrângerii dreptului la avort.

## Feminismul în România
În România munca în gospodarie (îngrijirea copiilor și întreținerea casei), neplătită și desconsiderată, este îndeplinită în proporție covârșitoare de femei.  Dacă doresc să aibă copii,  femeile se confruntă cu un sistem medical mizer și cu alocații pentru îngrijirea copiilor sfidător de mici. Dacă au copii și doresc să intre în piața muncii constată că în România este un deficit grav de creșe și grădinițe. Dacă trec și de acest obstacol află că angajatorii sunt mai reticenți să angajeze mame decât tați. În România femeile dacă se uită la televizor, citesc ziare sau ascultă emisiuni radio află rapid că trăim în țara clișeelor și stereotipurilor de gen. Dacă doresc să își vadă interesele reprezentate, iar vocea lor să fie auzită, se lovesc de bariere informale și instituționale. Bariere care fac ca 90% dintre locurile din instituțiile „reprezentative”, Parlament, Primării, Consilii locale, să fie ocupate de bărbați. În România femeile, în spațiul public și în spațiul privat, sunt mai expuse riscului de a le fi încălcată demnitatea și drepturile fundamentale, de la propria siguranță la teoreticele șanse egale pe piața muncii, pentru că sunt femei.Conform unui raport, 99% dintre românii din mediul urban consideră că principalul drept pe care îl au femeile în România este libertatea de exprimare, fiind urmat de dreptul la contracepție (97%), cel de a fi considerate egale cu bărbații (96%), cel de a face avort (84%) și cel de a alăpta în public (82%).